# Проспект Миру (Донецьк)
Проспект Ми́ру — одна з головних вулиць міста Донецька. Розташований між парком першого міського ставу та Красногвардійським проспектом. Частково розділяє Київський район з Ворошиловським.

## Опис
Проспект Миру починається у Ворошиловському районі, від парку першого міського ставу, і завершується в Калінінському районі. На вулиці знаходиться багато банків, торговельних центрів, навчальних закладів. Довжина вулиці становить близько 6,5 кілометрів.

## Джерела

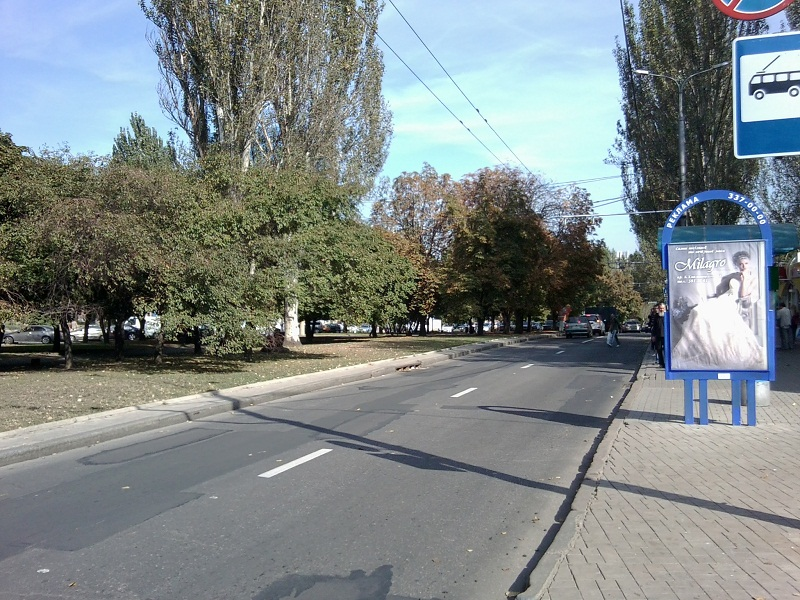
Проспект Миру
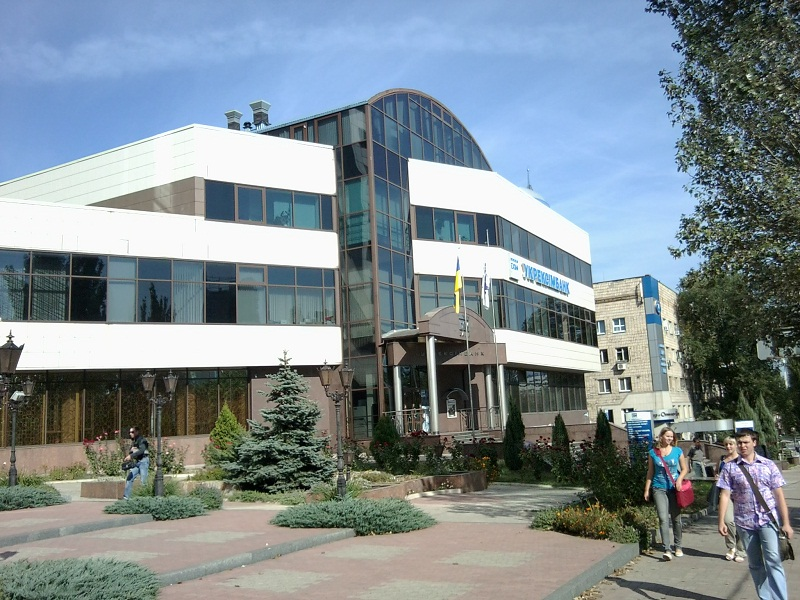
Донецьке відділення УкрЕксім Банку
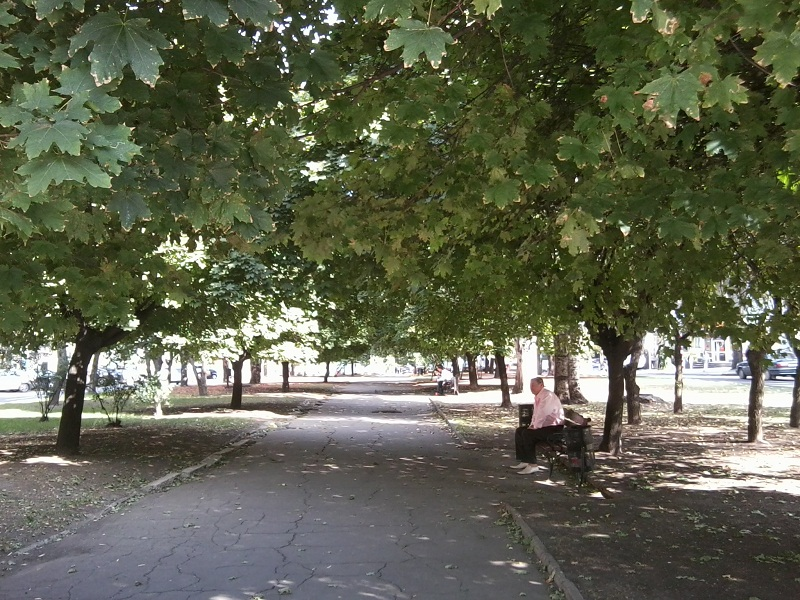
Проспект Миру
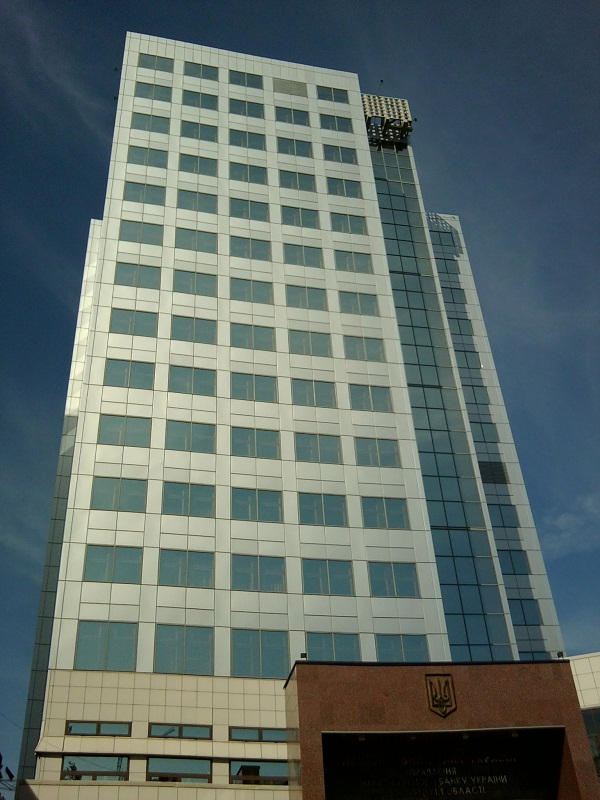
Донецьке відділення Національного банку України

## Транспорт
Проспектом курсує тролейбус № 8, а також деякі мікроавтобуси.